# Andy Jones (football)
Pour les articles homonymes, voir Jones.
Ne doit pas être confondu avec Andy Jones (acteur canadien).
Andrew Mark Jones, plus connu sous le nom d'Andy Jones (né le 9 janvier 1963 à Wrexham au Pays de Galles), est un joueur de football international gallois qui évoluait au poste d'attaquant.

## Biographie

### Carrière en club
Andy Jones joue principalement avec le club gallois de Rhyl, et les équipes anglaises de Port Vale, Charlton Athletic, Bournemouth et Leyton Orient.
Avec le club de Charlton, il dispute 59 matchs en première division anglaise, inscrivant 15 buts. Il marque 29 buts en troisième division anglaise avec Port Vale lors de la saison 1986-1987, ce qui constitue sa meilleure performance en Angleterre.

### Carrière en sélection
Andy Jones reçoit six sélections en équipe du pays de Galles entre 1987 et 1989, marquant un but.
Il joue son premier match en équipe nationale le 1er avril 1987, contre la Finlande. Il inscrit un but lors de cette rencontre qualificative pour l'Euro 1988 (victoire 4-0 à Wrexham). Il reçoit sa dernière sélection le 11 octobre 1989, contre les Pays-Bas, lors des éliminatoires du mondial 1990 (défaite 1-2 à Wrexham).

## Palmarès
| Port Vale - Championnat d'Angleterre D3 : - Meilleur buteur : 1986-87 (29 buts). |  | Bristol City - Championnat d'Angleterre D3 : - Vice-champion : 1989-90. |